# 大頭蕁麻鰻鯰
大頭蕁麻鰻鯰，為輻鰭魚綱鯰形目鰻鯰科的其中一種，其种加词“macrocephalus”意为“大头的”。分布於澳洲海域及半鹹水域，體長可達91公分，棲息在沙泥底質或岩石底質、水質混濁的近海及河口區，為底棲性魚類，白天躲藏在洞穴中，夜晚覓食，以昆蟲、甲殼類、貝類、藻類、多毛類等為食，背鰭和胸鰭的硬棘，能造成痛苦的傷口，可做為食用魚及遊釣魚。